# Pithecia pithecia
Saki à face pâle
Espèce
Statut de conservation UICN

 LC  : Préoccupation mineure
Statut CITES
Le Saki à face pâle ou Saki à face blanche (Pithecia pithecia) est un primate du nord de l'Amérique du Sud (Guyane française, Guyana, Suriname, Venezuela, nord du Brésil).

## Écologie et comportement
Le saki à face pâle a des jambes arrières plus longues que ses jambes avant. Cela lui permet de sauter d'un arbre à un autre très rapidement. C'est à cause de cette caractéristique que les personnes habitant auprès les appellent les "singes volants". Mais la différence de taille de ses jambes, bien que cela l'aide à sauter, l'empêche de marcher avec agilité.

## Classification

### Liste des sous-espèces
Selon Mammal Species of the World (version 3, 2005)  (2 juillet 2014) :
- sous-espèce Pithecia pithecia chrysocephala
- sous-espèce Pithecia pithecia pithecia